# Telma
Cet article concerne les ralentisseurs électromagnétiques. Pour l'opérateur télécoms à Madagascar, voir Telma (Madagascar). Pour le prénom féminin Telma, voir Telmo.
 (février 2015).
Telma (Techniques ÉLectro-Mécaniques de l'Aveyron) est une entreprise française spécialisée dans la conception et réalisation de ralentisseurs électromagnétiques à destination de véhicules lourds (camions, autobus et autocars). Fondée en 1946[réf. souhaitée], Telma a intégré en 2001 la branche « Systèmes Électriques » du groupe Valeo, avant d'être rachetée en 2010 par la société Torque Industry, elle-même fondée par un groupe de quatre managers et de trois investisseurs.
Leader mondial du secteur des ralentisseurs électromagnétiques, la production s'effectue, en France, au siège de Saint-Ouen-l'Aumône (95). Une unité a été mise en service en 2005 à Shanghaï, à destination du marché chinois.
Le ralentisseur électromagnétique utilise le principe des courants de Foucault.
Le grand concurrent à l'échelle internationale se nomme Voith, firme allemande connue, outre ses transmissions automatiques (à l'instar de ZF), pour ses ralentisseurs hydrauliques.
Le groupe Telma consolide un chiffre d’affaires de plus de 52 M€, fabrique plus de 32 000 ralentisseurs par an, emploie près de 265 collaborateurs[réf. nécessaire].

## Principe de fonctionnement
Le système emploie des bobines électriques placées entre deux rotors solidaires de l'arbre de transmission. Lorsqu'un courant électrique est envoyé dans les bobines, le champ magnétique génère un couple qui s'oppose à la rotation de l'arbre, permettant ainsi le ralentissement du véhicule.
Comme il n'y a pas de contact direct entre les bobines et l'arbre, il n'y a pas d'usure et l'entretien du dispositif est très réduit.
Une plaque portant le nom « TELMA » est souvent apposée à l'arrière du véhicule ou de la remorque.

## Jargon
Dans le jargon des conducteurs routiers, il n'est pas rare d'entendre parler d'« actionner le Telma », pour désigner le fait d'utiliser la commande au tableau de bord, même lorsqu'il ne s'agit pas d'un ralentisseur électrique.
Il s'agit d'un exemple de marque commerciale utilisée comme nom générique, par antonomase.